# Iriothyrsa
Iriothyrsa là một chi bướm đêm thuộc họ Coleophoridae.